# HD 26546
HD 26546，又名BD+16 569，SAO 93810、HR 1295，是一颗恒星，视星等为6.09，位于銀經176.47，銀緯-24.06，其B1900.0坐标为赤經4h 6m 47.1s，赤緯+17° -24.06′ 13″。